# Ogilvie Mountains
Ogilvie Mountains är en bergskedja i Kanada.   Den ligger i territoriet Yukon, i den västra delen av landet, 4 300 km väster om huvudstaden Ottawa.
Den högsta toppen är Mount Frank Rae, 2 360 meter över havet.
Omgivningarna runt Ogilvie Mountains är i huvudsak ett öppet busklandskap. Trakten runt Ogilvie Mountains är nära nog obefolkad, med mindre än två invånare per kvadratkilometer.